# No buts!
「No buts!」（ノー・バッツ!）は、川田まみの9作目のシングル。2010年11月3日にジェネオン・ユニバーサル・エンターテイメントジャパンからリリースされた。

## 概要
初回限定盤（GNCV-0027）と通常盤（GNCV-0028）の2種類が発売され、前者には「No buts!」のミュージック・ビデオを収録したDVDが同封されている。
表題曲のタイトル「No buts!」とは、英語で「つべこべ言うな!」という意味であり、川田によると『とある魔術の禁書目録』シリーズの主人公である上条当麻のイメージを追求した曲になっている。
「No buts!」は、2010年9月26日にJCB HALLにて行われたトーク&ライブ&上映イベント『電撃GENEONミュージックフェス』で初披露され、テレビアニメで使用される以前の2010年9月下旬より『A&G 超RADIO SHOW〜アニスパ!〜』にて先行オンエアされた。
なお、川田まみとしては、電撃文庫原作、J.C.STAFF制作によるアニメ作品とのタイアップは、前作「Prophecy」に続いて通算8度目。
2010年11月15日付のオリコンウィークリーチャートで、「JOINT」以来となるオリコントップ10入りを果たし、順位も「JOINT」で記録した9位を上回って自己最高となる6位を獲得した。

## 収録曲
1. No buts! [3:35]
作詞：川田まみ／作曲：中沢伴行／編曲：中沢伴行、尾崎武士
  - AT-XおよびUHF系各局放送のテレビアニメ『とある魔術の禁書目録II』前期オープニングテーマ
2. SATANIC [4:50]
作詞：川田まみ／作曲：中沢伴行／編曲：中沢伴行、尾崎武士
3. No buts! -instrumental-
4. SATANIC -instrumental-